# Южноафриканская национальная галерея
Южноафриканская национальная галерея (англ. South African National Gallery) — национальная художественная галерея Южно-Африканской Республики (Кейптаун).

## Коллекция
Первое пожертвование в коллекцию было сделано в 1872 году из личной галереи сэра Томаса Баттеруорта (англ. Thomas Butterworth). Сейчас в собрание входят большей частью голландские, французские и британские работы XVII—XIX веков, литографии, гравюры и некоторое количество картин британских художников 20-го века. Также в галерее собраны работы из множества южноафриканских общин, скульптуры и украшения из бус.